# El Mikado
El Mikado, o el Pueblo de Titipu (en inglés original The Mikado; or, The Town of Titipu) es una ópera cómica en dos actos, con música de Arthur Sullivan y libreto de W. S. Gilbert. Es la novena de las catorce óperas de Gilbert y Sullivan, y una de las más apreciadas, sobre todo por el público inglés y de lengua inglesa. Fue estrenada el 14 de marzo de 1885 en el Teatro Savoy de Londres, siendo un éxito clamoroso desde el primer momento: durante su primera temporada, fue representada durante 672 actuaciones seguidas, siendo así la segunda pieza musical de más éxito del momento Fue adaptada al francés y al alemán casi de inmediato, y antes de que acabara el año del estreno –1885–, se estima que entre el resto de Europa y América al menos 150 compañías musicales estaban representando la ópera, cosechando casi siempre un gran éxito. El Mikado continúa siendo a día de hoy la ópera de Gilbert y Sullivan más frecuentemente representada, y es especialmente popular en producciones escolares y amateurs. Se la considera una de las piezas de teatro musical más representadas de la historia.
Algunas de las canciones de esta ópera, como Three Little Maids from School o I've Got a Little List son todavía hoy muy populares en la cultura anglosajona y existen numerosas adaptaciones y parodias.
El Mikado está ambientada en Japón, un lugar muy distinto a Inglaterra, por aquel entonces exótico y muy lejano, lo que le permitió a Gilbert satirizar la política y las instituciones británicas incluso con mayor libertad que en el resto de sus obras disfrazándolas como costumbres y asuntos enteramente japoneses. Este recurso a lo extranjero para satirizar lo propio fue muy empleado por Gilbert, que recurrió al mismo en algunas otras óperas como Princesa Ida, Los Gondoleros, El Gran Duque o Utopía, Sociedad Anónima, como medio de rebajar el impacto de sus, en ocasiones, viscerales críticas a la sociedad británica de la época.

## Argumento
La obra se desarrolla en el pueblo de Titipu, en alguna época del pasado remoto japonés. El país es próspero y está gobernado por un Mikado cuyo único defecto, si es que tiene alguno, es que tiende a castigar los defectos morales con extrema severidad. Recientemente ha decretado que todas aquellas personas que sean vistas flirteando sin estar casadas serán condenadas a muerte por decapitación. Esto causa, evidentemente, una gran inquietud en Titipu. A fin de evitar que la nueva ley pueda poder llevarse a la práctica, el pueblo decide nombrar Lord Gran Verdugo (Lord high Executioner) a Ko-Ko, un sastre que había sido condenado a muerte por flirtear. Nombrando a Ko-Ko para el cargo de verdugo, razonan, nadie será ejecutado mientras Ko-Ko, que era el siguiente en morir, no se ejecute a sí mismo. Los miembros del gobierno, demasiado orgullosos para formar parte del mismo ejecutivo que un hombre de baja alcurnia como Ko-Ko, decide dimitir en pleno, y todos los cargos, desde el de Primer Lord del Tesoro hasta el de Arzobispo de Titipu, pasando por el de Lord Canciller o Presidente del Tribunal Supremo, recaen en el único miembro del mismo dispuesto a aceptarlos, el nunca orgulloso Poo-Bah, Lord-de-Todo-lo-Demás (Lord-High-Everything-Else).
La obra comienza con la llegada de Nanki-Poo al pueblo, un trovador errante que se dirige a Titipu con la intención de lograr casarse con Yum-Yum, una hermosa joven que resulta ser pupila de Ko-Ko. Nanki-Poo se había enamorado de Yum-Yum en una visita previa a Titipu, pero al ir a pedirle matrimonio se había enterado de su situación como pupila de Ko-Ko, de quien Yum-Yum necesitaría permiso para casarse con Nanki-Poo. Como quiera que el propio Ko-Ko planeaba casarse con Yum-Yum (y por tanto jamás le daría permiso para casarse con otro), Nanki-Poo había abandonado Titipu melancólico, creyendo que su amor por Yum-Yum jamás se había de consumar. Sin embargo, al oír la noticia de que Ko-Ko iba a ser ejecutado por flirtear, se había dirigido inmediatamente hacia Titipu con la intención de casarse con la liberada Yum-Yum.
Sin embargo, al llegar Naki-Poo a Titipu, Pish-Tush (un noble del pueblo) y Poo-Bah le informan de que Ko-Ko no sólo no ha sido ejecutado, sino que ahora ostenta el "exaltado" cargo de Lord Gran Ejecutor, y que no sólo no le dará permiso para casarse con Yum-Yum, sino que la boda entre Ko-Ko y él está prevista para esa misma tarde. Cuando Yum-Yum y sus dos amigas Peep-Bo y Pitti-Sing, hacen aparición, queda de manifiesto que Yum-Yum no desea casarse con Ko-Ko, sino que ama a Nanki-Poo. En secreto, Nanki-Poo le confiesa a su amada de que en realidad es el hijo del Mikado, y por tanto heredero al trono de Japón, y que si viaja como un pobre músico errante es porque, tiempo atrás en la corte de su padre, una dama entrada en años interpretó su amabilidad con ella como una incontestable declaración de amor, a consecuencia de la cual la dama convenció al Mikado de que debía prometerla en matrimonio a su hijo. Dado que Nanki-Poo no amaba a la dama, y ante la amenaza de su padre de que o se casaba con ella o sería ejecutado, éste había huido de incógnito y ahora vagaba por el Japón como un trovador. Ambos, Yum-Yum y Nanki-Poo, lamentan su frustrada situación como enamorados.
Mientras tanto, Ko-Ko recibe noticias del Mikado: preocupado por las pocas ejecuciones que tienen lugar en Titipu, el Mikado ha decretado que a menos que en el plazo de un mes haya una ejecución, Titipu será rebajado al rango de villorrio, lo cual sería un desastre económico para el pueblo. Ante la necesidad de buscar a alguien que ejecutar, Poo-Bah y Pish-Tu señalan a Ko-Ko como la opción obvia, dado que ya está condenado a morir. Sin embargo, Ko-Ko protesta alegando la extrema dificultad de ejecutarse a uno mismo y que, además, ello constituiría un suicidio, lo cual es un "delito capital". Afortunadamente para Ko-Ko, se encuentra poco después con Nanki-Poo, quien desperado por no poder casarse con Yum-Yum va a suicidarse. Le convence de que, en vez de suicidarse, se deje ejecutar al cabo de un mes. A cambio, Ko-Ko le permitirá casarse con Yum-Yum y, terminado el mes, cuando ésta quede viuda, Ko-Ko podrá casarse con ella. Nanki-Poo accede a todo ello y el pueblo entero se regocija de la suerte de Yum-Yum y Nanki-Poo mientras se preparan para la boda. En ese momento, hace aparición Katisha, la dama a quien Naki-Poo había sido prometido, y tras intentar evitar la boda alegando que Nanki-Poo está prometido a ella, trata de desenmascararlo como el heredero del Mikado, aunque fracasa y abandona Titipu en medio de todo tipo de amenazas.
Aunque todo parezca feliz, poco después Yum-Yum es informada por Poo-Bah de que según la ley de Japón, las mujeres de los ejecutados deben ser enterradas vivas con ellos. A consecuencia de esto, Yum-Yum se niega a casarse con Nanki-Poo y se resigna a Ko-Ko. No obstante, esto es un desastre para Ko-Ko, dado que amenaza con llevar al traste su plan para conseguir realizar una ejecución en el plazo estipulado. En mitad de la crisis aparece Pish-Tu, quien informa de que el Mikado en persona está a punto de llegar de visita a Titipu. Ko-Ko rápidamente interpreta esto como una visita del Mikado para verificar que se produce una ejecución, por lo que, tras muchos devaneos y en medio de su desesperación, planea junto con Poo-Bah y Nanki-Poo fingir que la ejecución de este último ya ha tenido lugar, a cambio de lo cual Nanki-Poo consigue que Ko-Ko le dé permiso para casarse con Yum-Yum. Poo-Bah, en su calidad de Notario General, da fe de que la ejecución se ha producido. Nanki-Poo se casa con Yum-Yum y ambos preparan su luna de miel. Mientras, el Mikado llega al fin a Titipu acompañado de Katisha. Ko-Ko, Poo-Bah y Pitti-Singh, amiga de Yum-Yum, le describen inmediatamente la ejecución con todo lujo de absurdos detalles. El Mikado parece satisfecho, pero explica que la razón de su visita es que ha sido informado de que su hijo se encuentra de incógnito en Titipu, disfrazado como un músico ambulante que se hace llamar Nanki-Poo. Ko-Ko, Poo-Bah y Pitti-Singh inmediatamente se dan cuenta de que el Mikado no debe conocer nunca la identidad del supuesto "ejecutado". Sin embargo, Katisha logra averiguarla y desvela ante el Mikado que el hombre ejecutado por Ko-Ko, Poo-Bah y Pitti-Singh es Nanki-Poo. El Mikado se lo toma con aplomo: acepta que la ejecución haya tenido lugar, puesto que Nanki-Poo había estado condenado por intento de suicidio. Sin embargo, añade, ahora debe ejecutarse la pena por matar al heredero del Japón, que fija para más adelante.
Desesperados, Poo-Bah y Pitti Singh insisten en que Ko-Ko debe seducir a Katisha para que ésta interceda por ellos ante el Mikado. Muy a regañadientes, porque Katisha es fea y vieja, Ko-Ko acaba por acceder, y logra en efecto seducirla y casarse con ella. Katisha se presenta ante el Mikado, y ruega clemencia al mismo. El Mikado objeta que han matado a su hijo, momento en el cual Nanki-Poo (y Yum-Yum) hace aparición y desvela que no está muerto, dado que su ejecución nunca fue llevada a cabo. El Mikado parece por fin dispuesto a perdonar a Ko-Ko, Poo-Bah y Pitti-Singh, pero de nuevo objeta que como lo había engañado, deben ser ejecutados. Sin embargo, Ko-Ko interviene y argumenta que, dado que cuando el Mikado condena a alguien a muerte éste puede darse por muerto, todo condenado es de facto un muerto, por lo que al decir que Nanki-Poo, que estaba condenado, estaba muerto en realidad no estaban mintiéndole. El Mikado acepta esta interpretación, y todos terminan casándose y felices.

## Personajes
- El Mikado (bajo)

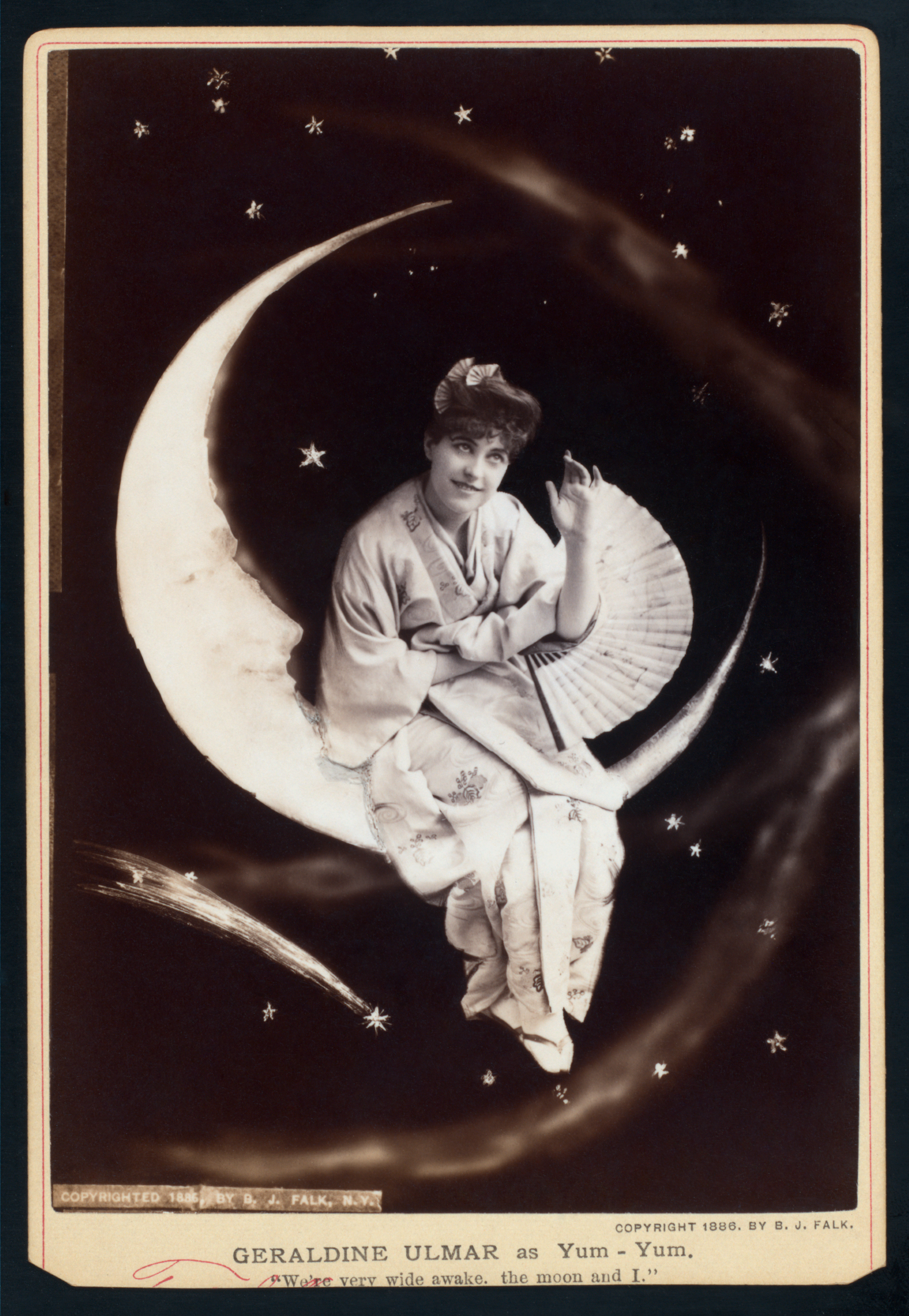
Geraldine Ulmar en el papel de Yum-Yum en la ópera cómica El Mikado de Gilbert y Sullivan.

- Nanki-Poo, su hijo disfrazado como un trovador errante y enamorado de Yum-Yum (tenor)
- Ko-Ko, "Lord Gran Ejecutor" de Titipu (barítono)
- Poo-Bah, "Lord-Todo-lo-Demás" (barítono)
- Pish-Tush, un noble de Titipu (barítono)
- Go-To, un noble de Titipu (bajo)
- Yum-Yum, pupila de Ko-Ko, (soprano)
- Pitti-Singh, amiga de Yum-Yum (mezzo-soprano)
- Peep-Bo, amiga de Yum-Yum (mezzo-soprano)
- Katisha, una dama anciana enamorada de Nanki-Poo (contralto)
- Coro del pueblo.

## Partes Musicales
- Obertura

### Acto I
- 1. "If you want to know who we are" (Coro masculino)
- 2. "A Wand'ring Minstrel I" (Nanki-Poo)
- 3. "Our Great Mikado, virtuous man" (Pish-Tush)
- 4. "Young man, despair" (Pooh-Bah, Nanki-Poo y Pish-Tush)
- 4a. Recit., "And have I journey'd for a month" (Pooh-Bah, Nanki-Poo)
- 5. "Behold the Lord High Executioner" (Ko-Ko and Men)
- 5a. "As some day it may happen" (Ko-Ko and Men)
- 6. "Comes a train of little ladies" (Girls)
- 7. "Three little maids from school are we" (Yum-Yum, Peep-Bo, Pitti-Sing, and Girls)
- 8. "So please you, Sir, we much regret" (Yum-Yum, Peep-Bo, Pitti-Sing, Pooh-Bah, and Girls)[5]
- 9. "Were you not to Ko-Ko plighted" (Yum-Yum and Nanki-Poo)
- 10. "I am so proud" (Pooh-Bah, Ko-Ko and Pish-Tush)
- 11. Finale Act I (Ensemble)
  - "With aspect stern and gloomy stride"
  - "The threatened cloud has passed away"
  - "Your revels cease!"... "Oh fool, that fleest my hallowed joys!"
  - "For he's going to marry Yum-Yum"
  - "The hour of gladness"... "O ni! bikkuri shakkuri to!"
  - "Ye torrents roar!"

### Acto II

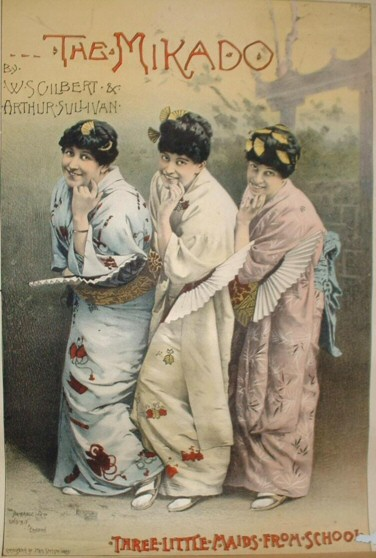
Litografía de The Mikado

- 12. "Braid the raven hair" (Pitti-Sing and Girls)
- 13. "The sun whose rays are all ablaze" (Yum-Yum) (Originally in Act I, moved to Act II shortly after the opening night)
- 14. Madrigal, "Brightly dawns our wedding day" (Yum-Yum, Pitti-Sing, Nanki-Poo and Pish-Tush)
- 15. "Here's a how-de-do" (Yum-Yum, Nanki-Poo and Ko-Ko)
- 16. "Mi-ya Sa-ma" "From every kind of man obedience I expect" (Mikado, Katisha, Chorus)
- 17. "A more humane Mikado" (Mikado, Chorus) (This song was nearly cut, but was restored shortly before the first night.)
- 18. "The criminal cried as he dropped him down" (Ko-Ko, Pitti-Sing, Pooh-Bah, Chorus)
- 19. Glee, "See how the Fates their gifts allot" (Mikado, Pitti-Sing, Pooh-Bah, Ko-Ko and Katisha)
- 20. "The flowers that bloom in the spring" (Nanki-Poo, Ko-Ko, Yum-Yum, Pitti-Sing, and Pooh-Bah)
- 21. Recit. and song, "Alone, and yet alive" (Katisha)
- 22. "On a tree by a river" ("Willow, tit-willow") (Ko-Ko)
- 23. "There is beauty in the bellow of the blast" (Katisha and Ko-Ko)
- 24. "Finale Act II" (Ensemble)
  - "For he's gone and married Yum-Yum"
  - "The threatened cloud has passed away"